# Frederik Knotzer
Frederik Knotzer (Den Haag, 10 augustus 1782 - Amerongen, 25 november 1854) was een Nederlandse luitenant-generaal. Hij onderscheidde zich als overste in de Slag bij Waterloo waar hij commandant van het 11e bataljon West-Indische jagers was. Zijn bataljon was deel van de 1e Nederlandse Divisie onder commando van luitenant-generaal John Andrew Stedman en de Britse luitenant-generaal Rowland Hill.
Tijdens de Tiendaagse Veldtocht speelde luitenant-generaal Frederik Knotzer een belangrijke rol in de slag bij Houthalen. De verliezen aan regeringszijde waren die dag hoog maar het Belgische Maasleger werd verslagen.
Op 31 augustus 1831 werd Frederik Knotzer tot ridder in de Militaire Willems-Orde benoemd.
In het Amsterdamse Rijksmuseum bevindt zich een schilderij van Frederik Knotzer in de slag bij Houthalen, gedurende de Tiendaagse Veldtocht. Nicolaas Pieneman portretteerde de luitenant-generaal op een steigerend paard met de degen in de rechterhand. Op de grond voor hem ligt een gesneuvelde soldaat, links en op de achtergrond rukken de Amsterdamse Schutters en de Hollandse Kurassiers op.

## Militaire loopbaan
- Kadet: 1801[1]
- Tweede luitenant: 1805[1]
- Kapitein:[1]
- Luitenant-kolonel:[1]
- Kolonel:[1]
- Generaal-majoor: 1831[1]
- Luitenant-generaal: 1842[1]

- Biografisch Portaal: 33213073
- Digitale Bibliotheek voor de Nederlandse Letteren: knot005
- International Standard Name Identifier: 0000 0003 9657 4561
- Nederlandse Thesaurus van Auteursnamen: 072479329
- Virtual International Authority File: 291555946
- WorldCat: E39PBJhCBYkGkgyJWxWQMJWhpP